# San Juan Ozolotepec
San Juan Ozolotepec (del náhuatl: ocelotl, tepetl ‘ocelote, cerro’‘Cerro del ocelote’) es una población del estado mexicano de Oaxaca. Pertenece al municipio de San Juan Ozolotepec, del distrito de Miahuatlán, dentro de la región sierra sur. Según el censo de 2020, tiene una población de 557 habitantes.

## Localización y demografía
San Juan Ozolotepec se encuentra localizado en el sur del estado de Oaxaca, se encuentra localizada en plena Sierra Madre del Sur. Sus coordenadas geográficas son 16°07′58″N 96°15′33″O / 16.13278, -96.25917 y tiene una altitud de 2 082 metros sobre el nivel del mar. 